# Прапор Кіровської області

Прапор Кіровської області є символом Кіровської області. Прийнято 30 червня 2003 року.

## Опис
Прапор Кіровської області являє собою прямокутне полотнище зі співвідношенням ширини до довжини 2:3, розділене на три горизонтальні смуги: 
- верхня смуга білого кольору займає ¾ ширини прапора,
- середня смуга зеленого кольору займає 1/8 ширини прапора,
- нижня смуга синього кольору займає 1/8 ширини прапора

У центрі смуги білого кольору на видаленні 1/8 від її верхнього й нижнього країв розміщений виділений червоним кольором геральдичний щит герба Кіровської області.
У прапорі області: 
- білий колір є символом чистоти моральних підвалин, добра й скромності, сніжної зими *зелений — колір надії, радості й здоров'я, родючості землі й лісових багатств
- синій — колір вірності, чесності, бездоганності, символізує річку В'ятку, що об'єднала на своїх берегах населення області